# 松平康民
松平 康民（まつだいら やすたみ）は、明治時代から大正時代の華族（子爵）。字、子恵。号、蘭渓。妻は八百子（松平定安の四女）。継室は澤子（森川文平の娘）。

## 経歴
文久元年（1861年）8月26日、津山藩藩主・松平斉民の五男として生まれる。母は家女。幼名は明丸。
明治3年（1870年）1月26日、実父・斉民とともに清水徳川家の相続候補者として名が挙がっていたものの、辞退する。
明治11年（1878年）1月21日、兄・松平康倫が没したのちに家督を相続した。同年2月15日、従五位に叙される。
明治13年（1880年）9月15日、康民と改名する。
明治17年（1884年）7月8日、子爵に叙爵される。
明治22年（1889年）から明治27年（1894年）にかけて、勝海舟などを通じ、政府に対し伯爵となることを働きかけるものの、失敗に終わった（越前松平家#宗家論争）。
明治23年（1890年）7月から亡くなるまで貴族院議員を務める。研究会に属した。
勲三等瑞宝章・旭日中綬章を受ける。日清・日露両戦争での功績により正三位勲三等・従二位に叙された。
大正10年（1921年）3月3日、死去。墓所は谷中墓地。
長男・康良に先立たれていたため、次男・康春が家督を継いだ。

## 栄典
位階
- 1921年（大正10年）3月3日 - 従二位[5]

勲章
- 1914年（大正3年）6月18日 - 勲三等瑞宝章[6]